# Silvio Mondinelli
Silvio Mondinelli (conocido por el sobrenombre de "Gnaro"), nacido el 24 de junio de 1958 en Gardone Val Trompia, en la provincia de Brescia (Lombardía), es un escalador italiano. En 2007, se convirtió en la decimotercera persona que ha conseguido escalar todas las cumbres de los 14 ochomiles y la 6ª en hacerlo sin el uso suplementario de oxígeno. Mondinelli tenía 49 años de edad cuando terminó de ascender las 14 cimas más altas del mundo, desde que comenzó su carrera en el himalayismo en 1993 y finalizó el año 2007.
El Broad Peak fue el último ochomil que consiguió conquistar en esa corta y exclusiva lista de seres humanos que han ascendido las catorce cumbres más altas de la Tierra.

## Carrera
Silvio Mondinelli comenzó su carrera como montañero realizando múltiples ascensos en los Alpes, especialmente en el Monte Rosa. En 1981 se convirtió en guía de montaña y desde 1987 a 1991 trabajó como guía instructor de alpinismo. En 1984 comenzó a escalar cumbres fuera de Europa, especialmente en el Norte y Sur de América y las regiones del Himalaya y del Karakorum. 
El año 2001 fue indudablemente uno de los más importantes de su carrera como alpinista: en tan solo cinco meses, consiguió escalar cuatro ochomiles: el Everest, el Gasherbrum I, el Gasherbrum II y el Dhaulagiri. El 25 de julio de 2004 ascendió a la cumbre del K2 (8611 m) con motivo del 50.º aniversario de la primera escalada realizada también por dos italianos.
Silvio Mondinelli tiene por costumbre preparar con sumo cuidado sus escaladas, comenzando por un exhaustivo entrenamiento. Cada día recorre desniveles de 1.200 metros de altitud, combinando este ejercicio con el esquí alpino en época invernal. Por las tardes, realiza un entrenamiento de una hora de bicicleta estática para recuperarse y mantener en buen estado el tono muscular de sus piernas. Gnaro es conocido no solo por no haber utilizado jamás oxígeno suplementario durante sus escaladas, sino también por sus gestos y actitudes humanitarias de extrema generosidad. Durante sus expediciones, frecuentemente ha ayudado a otros escaladores en situaciones de apuro en circunstancias de extrema dificultad, poniendo a veces en peligro su propia vida y dejando de lado, en ocasiones, la posibilidad de su propio ascenso a la cumbre.

## Obras de caridad
En 2001, Mondinelli fue uno de los miembros fundadores de la ONG "Amici del Monterosa", una organización sin ánimo de lucro con el objetivo de mejorar las condiciones de vida de los habitantes oriundos de Nepal. Además de sostener con los fondos recaudados la escuela Namche Bazar, los "Amici del Monterosa" han estado también involucrados en la construcción del hospital del distrito de Makelu, situado en la región nepalí de Dhading (2005). 
En futuro próximo, los "Amici del Monterosa" están planeando la construcción de una escuela profesional de turismo y de un hotel regentado por los mismos vecinos de Katmandú.
Silvio Mondinelli, junto a un equipo de expertos montañeros, escaladores e investigadores ha fundado también la Universidad de Alta Montaña, en Alagna Valsesia, Piemonte, la primera gran escuela de alta montaña para todos los aficionados a la escalada.

## Escaladas notorias
- 1984. Puscanturpa, cara Norte (6090 m)
- 1993. Manaslu, cara Sur (8156 m)
- 1994. Denali (6194 m)
- 1996. Shisha Pangma (8013 m)
- 1997. Aconcagua (6959 m) – Cho Oyu (8201 m)
- 2000. Ama Dablam (6812 m)
- 2001. Mount Everest ruta Sur (8848 m) – Gasherbrum II (8035 m) – Gasherbrum I (8068 m) – Dhaulagiri (8156 m)
- 2002. Makalu (8463 m)
- 2003. Kanchenjunga (8586 m)
- 2004. K2 (8611 m)
- 2005. Nanga Parbat (8125 m)
- 2006. Shisha Pangma (8013 m) – Lhotse (8516 m) – Annapurna (8091 m)
- 2007. Broad Peak (8051 m).[6][8]
- 2010. Monte Everest ruta de la cara Norte (8848m).[9]

## Reconocimientos
- 5ª Clase / Caballero (Cavaliere) Orden del Mérito de la República Italiana.[10]

- Cruz de Oro / Orden del Mérito de la Guardia de Finanzas.[11]